# ناک‌اوت (ترانه لیل وین)
«ناک‌اوت» ترانه‌ای از هنرمند اهل ایالات متحده آمریکا لیل وین، نیکی میناژ است.